# 金陵体育
金陵体育（中: 江苏金陵体育器材股份有限公司、张家港金陵体育器材有限公司、英: Jiangsu Jinling Sports Equipment Co., Ltd）は、中国のスポーツ用品メーカー。
同社の商品にはJINLINGとアルファベット表記されていることがある。
本拠地は張家港市（江蘇省の蘇州市に位置する県級市）。2013年現在、扱う商品は1000種類に及ぶという。
1985年設立。2008年の北京五輪では公式サプライヤーを、FIBA（国際バスケットボール連盟）やIAAF（国際陸上競技連盟）においてもサプライヤーを務めてきたという。
2013年6月20日、同社はFIVB（国際バレーボール連盟）が主催するビーチバレー大会において、4年間のオフィシャルサプライヤー契約（ネット・ネットポスト・審判台・ラインシステム）を結んだことが明らかとなった。インドアのバレーボールでも、2013年ワールドグランドチャンピオンズカップなどで同社の支柱や審判台が採用された。